# DELETE (SQL)
DELETE je příkaz dotazovacího jazyka SQL, sloužící k odstranění záznamů z tabulky relační databáze.
Obecný formát příkazu je:
```
DELETE FROM <tab_name> [WHERE <condition>]
```

kde
- <tab_name> je jméno datové tabulky, ze které budou záznamy odstraněny
- <condition> je logická podmínka, kterou mají splňovat odstraňované záznamy

## Příklad použití
```
DELETE FROM t_employee WHERE emp_date_to < '1.1.2006'
```

Tento příkaz smaže z tabulky zaměstnanců všechny záznamy zaměstnanců, kteří ukončili pracovní poměr do konce roku 2005.
Klauzule WHERE je v příkazu DELETE nepovinná, jak je vidět z druhého příkladu:

```
DELETE FROM t_loaded_files_temp
```

Tento příkaz smaže všechny záznamy v tabulce t_loaded_files_temp.

## Další vlastnosti
- Klíčovým slovem LIMIT se dá omezit počet záznamů, které mají být smazány. Pokud např. chceme smazat jen 1 záznam, přidáme za SQL příkaz LIMIT 1.
- Stejně jako u ostatních příkazů jazyka SQL, které modifikují uložená data (INSERT, UPDATE), zůstává účinek  příkazu DELETE, neviditelný až do chvíle, kdy je potvrzen ukončením transakce (příkaz COMMIT – vizte též Transakční zpracování).